# 비전동
비전동(碑前洞)은 경기도 안성시 원곡면 용이리,죽백리,청룡리,월곡리'와 안성시 공도읍 소사리'총 5개의 안성의 법정 행정구역이 1983년 주민의견 수렴 및 동의 없이 경기도 평택군'으로 편입되었다. 2024년 기준 경기도 평택시 소사동'으로 되어있다. 용이동은 소사동과 함께 평택시와 안성시 경계 구간이다.

## 개요
비전동은 배의 주 생산단지이며, 도시와 농촌이 공존하는 도·농복합지역이다.동서고속도로·국도 제1호선, 국도 제38호선, 국도 제45호선이 통과한다.안성시의 백운산 등산로, 약수터 및 배다리 저수지 주변 공원화에 따른 쾌적한 여가 활용 공간이 많은 지역이다.
1983년 안성의 법정리 5개(소사,용이,죽백,월곡,청룡)이 주민의견 수렴 및 동의 없이 평택군으로 편입되었고, 평택군은 평택시로 승격함과 동시에 비전2동은 1986년 1월 1일 개소되었으며, 택지개발로 인한 급격한 인구증가로 시에서 가장 많은 인구가 거주하는 지역으로서 고층아파트가 밀집된 전형적인 신도시 지역과 자연부락형 농촌이 공존하는 도.농복합형 지역이며 각급학교 및 행정관서·대형상가 밀집 지역으로서 교육, 행정, 문화, 상업의 중심지이다.

## 법정동

### 비전1동
- 비전동(碑前洞)
- 죽백동(竹栢洞)(안성시 원곡)
- 청룡동(靑龍洞)(안성시 원곡)
- 월곡동(月谷洞)(안성시 원곡)

### 비전2동
- 비전동(碑前洞)
- 소사동(素沙洞)(안성시 공도)
- 용이동(龍耳洞)(안성시 원곡)

## 교육
- 소사벌초등학교 (비전동)
- 덕동초등학교 (비전동)
- 비전초등학교 (비전동)
- 평택성동초등학교 (비전동)
- 평택이화초등학교 (비전동)
- 자란초등학교 (비전동)
- 평택대동초등학교 (소사동)
- 죽백초등학교 (죽백동)
- 가내초등학교 (죽백동)
- 비전중학교 (비전동)
- 평택중학교 (비전동)
- 평택여자중학교 (비전동)
- 신한중학교 (비전동)
- 한광중학교 (비전동)
- 한광여자중학교 (비전동)
- 동일공업고등학교 (비전동)
- 비전고등학교 (비전동)
- 신한고등학교 (비전동)
- 평택기계공업고등학교 (비전동)
- 한광고등학교 (비전동)
- 한광여자고등학교 (비전동)

## 아파트
| 단지명                             | 건설사                    | 시행사                               | 주소                 | 입주        | 비고 |
| ---------------------------------- | ------------------------- | ------------------------------------ | -------------------- | ----------- | ---- |
| 비전 우림필유                      | ㈜우림건설                |                                      | 비전1로 69           | 2006년 3월  |      |
| 비전 아너스빌                      | 경남기업                  | 비전주공2단지 주택재건축정비사업조합 |                      | 2009년 11월 |      |
| 솔매마을 한일유앤아이              | ㈜한일건설                | 청라대성연립 재건축조합              |                      | 2007년 8월  |      |
| 한빛                               | 경남기업 선경건설         | 경남기업 선경건설                    | 평남로 737           | 1997년 1월  |      |
| 소사벌지구 우미린 레이크파크       | 우미건설                  | ㈜선우산업개발                       | 비전3로 76 (죽백동)  | 2017년 11월 |      |
| 소사벌지구 우미린 센트럴파크       | 우미건설                  | ㈜선우산업개발                       | 비전3로 76 (비전동)  | 2016년 4월  |      |
| e편한세상 비전 센터포레            | ㈜디엘이앤씨              | ㈜디엘이앤씨                         | 용죽1로 83 (용이동)  | 2022년 9월  |      |
| 평택비전 푸르지오                  | 대우건설                  | ㈜피데스개발                         | 용죽1로 14 (용이동)  | 2016년 12월 |      |
| 평택비전 센트럴 푸르지오           | 대우건설                  | ㈜아시아신탁                         | 용죽2로 24 (용이동)  | 2018년 5월  |      |
| 평택비전 레이크 푸르지오           | 대우건설                  | ㈜아시아신탁                         | 용죽1로 13 (용이동)  | 2019년 2월  |      |
| 평택비전 에듀포레 푸르지오         | 대우건설                  | 대우건설㈜                           | 용죽2로 30 (용이동)  | 2018년 10월 |      |
| 평택비전 지웰 푸르지오             | 대우건설                  | ㈜대농                               | 용죽1로 33 (용이동)  | 2019년 2월  |      |
| 소사벌 중흥S-클래스                | 중흥토건㈜                | 중봉건설㈜                           | 비전3로 115 (죽백동) | 2017년 7월  |      |
| 소사벌 더샵                        | 포스코이앤씨              | 포스코이앤씨                         |                      | 2018년 6월  |      |
| 소사벌 반도유보라 아이비파크 1단지 | 반도건설                  | ㈜대현개발                           | 비전2로 297 (죽백동) | 2016년 12월 |      |
| 소사벌 반도유보라 아이비파크 2단지 | 반도건설                  | ㈜반도주택                           | 비전2로 317 (죽백동) | 2016년 12월 |      |
| 소사벌 호반베르디움                | 호반건설㈜ 호반건설산업㈜ | 티에스건설㈜                         | 비전3로 116 (죽백동) | 2018년 3월  |      |